# Honaunau-Napoopoo
Honaunau-Napoopoo (scritto a volte Hōnaunau-Napoʻopoʻo) è un census-designated place degli Stati Uniti d'America, situato nella contea di Hawaii County dello stato delle Hawaii.

## Geografia fisica
Secondo lo United States Census Bureau, la cittadina si estende su una superficie di 105,41 km² (40,70 mi²), di cui 7,02 km² (2,71 mi²) coperti da acque.
Nel 2003 il Board on Geographic Names ha ufficialmente stabilito che i nomi delle comunità sono Hōnaunau e Napoʻopoʻo.
Napo'opo'o ha un clima tropicale monsonico (Köppen Am), con temperature uniformi per tutto l'anno.
| Mese                | Mesi | Mesi | Mesi | Mesi | Mesi | Mesi | Mesi | Mesi | Mesi  | Mesi | Mesi | Mesi | Stagioni | Stagioni | Stagioni | Stagioni | Anno  |
| Mese                | Gen  | Feb  | Mar  | Apr  | Mag  | Giu  | Lug  | Ago  | Set   | Ott  | Nov  | Dic  | Inv      | Pri      | Est      | Aut      | Anno  |
| ------------------- | ---- | ---- | ---- | ---- | ---- | ---- | ---- | ---- | ----- | ---- | ---- | ---- | -------- | -------- | -------- | -------- | ----- |
| T. max. media (°C)  | 26,8 | 26,8 | 27,0 | 27,3 | 27,3 | 27,7 | 28,4 | 28,9 | 28,8  | 28,6 | 27,9 | 26,9 | 26,8     | 27,2     | 28,3     | 28,4     | 27,7  |
| T. min. media (°C)  | 15,9 | 15,8 | 18,8 | 16,8 | 17,1 | 17,8 | 17,8 | 18,4 | 18,2  | 18,0 | 17,4 | 16,3 | 16,0     | 17,6     | 18,0     | 17,9     | 17,4  |
| Precipitazioni (mm) | 64   | 48,8 | 68,1 | 81,0 | 89,9 | 82,0 | 95,5 | 97,5 | 103,4 | 82,6 | 63,2 | 52,8 | 165,6    | 239,0    | 275,0    | 249,2    | 928,8 |

## Società

### Evoluzione demografica
Al censimento del 2000, il CDP aveva una popolazione di 2 414 abitanti, passati a 2 567 nel 2010.